# 이창환 (성우)
이창환(李昌煥)은 대한민국의 성우이다. 서울중앙방송국 1기생으로 성우로 연기생활을 시작해서 "현해탄은 알고 있다"의 '아로운'역으로 청취자에게 알려져 있으며, 영화 녹음에 전념해서 우리나라 영화배우의 주연 목소리를 도맡다시피 했다. 청아한 음색으로 멜로드라마의 주인공 역이 적격인 듯한 인상을 풍겼다. 청춘영화에서 신성일의 목소리 대역으로 유명했다.
1954년 KBS 성우 제1기생으로 성우 생활에 들어갔다. 1972년에는 캐나다로 이민을 떠났으며 1985년 4월 잠시 귀국해 MBC 라디오『심야극장』에서 생전의 마지막 육성을 들려주기도 했다. 1986년 6월 29일 캐나다 토론토의 자택에서 지병인 간암으로 사망했다. 이후 2004년에는 이미 사망한 신원균, 이창환을 포함하여 한국방송 1라디오에서 성우 1기들이 모두 출연하여 드라마 〈만남〉을 촬영하기도 했다. 고은정이 방송작가로서 참여해 삶의 애환과 즐거움을 그려냈다.